# Hierochloe australis
Hierochloe australis là một loài thực vật có hoa trong họ Hòa thảo. Loài này được (Schrad.) Roem. & Schult. mô tả khoa học đầu tiên năm 1817.

## Hình ảnh

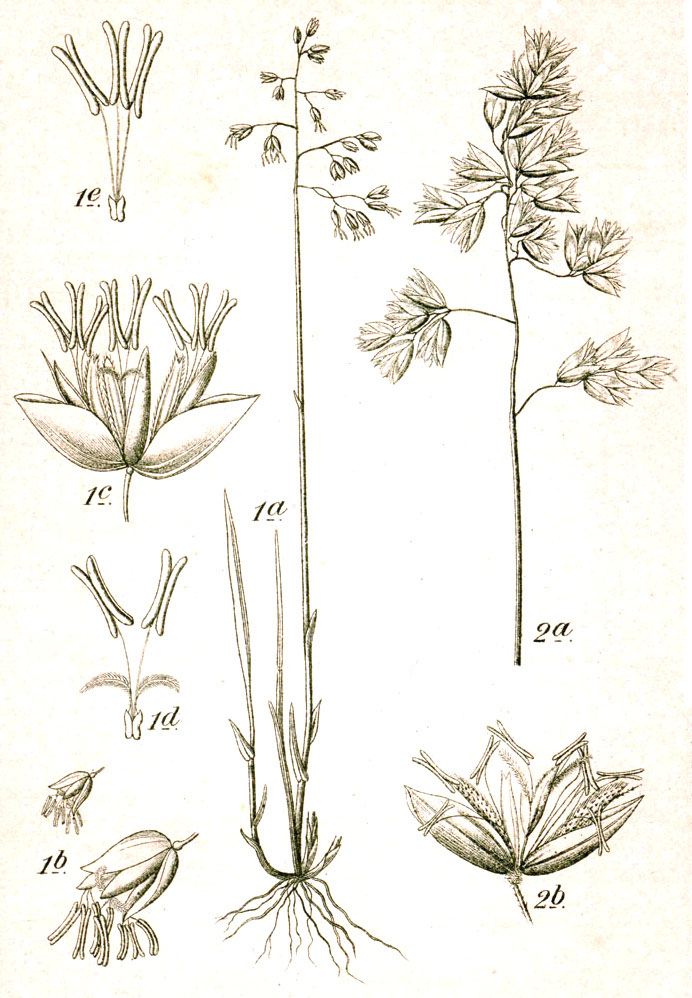